# 電流戦争
電流戦争（でんりゅうせんそう、英語: War of Currents）とは、アメリカで1880年代後半の電力事業黎明期に、電力（発電・送電・受電）システムの違いから、ジョージ・ウェスティングハウス、ニコラ・テスラ陣営と、エジソン・ゼネラル・エレクトリック・カンパニーを率いるトーマス・エジソンとの間に発生した確執や敵対関係のことである。

## 背景
1880年代後半、ジョージ・ウェスティングハウスとニコラ・テスラは交流送電を中心としたシステムを提案したが、トーマス・エジソンは直流送電を中心としたシステムの構築を進めており、相互に敵対した。「ニコラ・テスラ#エジソンとの確執」の項に詳述がある。
エジソンの直流送電は電動機(当時は直流機のみ)と同様に当時主要な電力需要である白熱灯にも適当な送電方式であり、アメリカ合衆国の電力事業初期における標準方式を占めていた為、エジソンは直流送電の特許使用料を手放すつもりはなかった。テスラは自身の回転磁界の研究から交流の発電・送電・使用システムを考案して商業化を目指し、テスラの二相交流特許、ルシアン・ゴーラールおよびジョン・ディクソン・ギブズの変圧器特許を、すでに買収していたウェスティングハウスと契約した。
後年に交流変圧器が進化したことで、電圧変換が容易な交流送電が圧倒的に有利となった。
一般的に、電線抵抗による送電電流の減衰(送電損失)は昇圧することにより抑制可能で電力効率が向上する。即ち、遠隔にある発電所から高電圧で送電して、需要元(都市部)近傍にて配電直前に家庭用電圧へ降圧することで電力効率が良くなる。
交流は、発熱、許容電力等の注意点があるが、安価で無制限に変圧することが出来る点で有利となった。
直流を用いる場合も、交直流の変換回路「コンバータ」により変流・変圧することは容易であったが、逆に直交流の変換回路は当時の技術では非効率な電動発電機しかなかったことも挙げられる。
直流から交流を作るいわゆる「インバータ」の技術発展により、大電力の直流送電の実用化は、20世紀後半以降になる。
なお、現状では直流から交流に変換し、再度直流に変換するという多重設備を要することや、半導体素子の容量に依存する部分がある為、交流と比べると制限がある。
ただし、充電設備と相性が良い。

## 電力変換

### 競合するシステム
エジソンの直流送電システムは、発電所と重い配電線、受電する需要家の照明やモーターなどで構成される。このシステムは、全体を同じ電圧で作動する。100ボルトの電球が需要家に接続されていると、発電機は発電所から消費地までの送電線の電気抵抗による電圧降下を考慮して110ボルトを発電した。この電圧は電球製造の都合で決められ、当時は大きな問題ではないとされていた。
電線の銅を節約するために、三線式配線が採用された。エジソンのシステムは三本の線にそれぞれ、+110ボルト、0ボルト、-110ボルトの電圧が加印された。100ボルト電球は、+110ボルト線と0ボルト線の間、または0ボルト線と-110ボルト線の間のいずれかに接続された。0ボルト線（「中性線」）には+線と-線の電流差分だけが流れた。この三線式システムは、使用電圧を低値に留めたが比較的高効率だった。この発明でも、導体の電気抵抗による電圧降下は大きく、発電所と消費地の距離は半径800メートルに留めるか、高価な極太銅線を用いねば、膨大な電力損失が生ずる。
直流電流の電圧変換は、電圧ごとに別々の架線を要し、架線や電力網の複雑化に伴うメンテナンス費用の増大などの問題が生じた。特に1888年にアメリカ東海岸の都市が大寒波に見舞われた際、大規模な直流電力網を敷いたニューヨーク市で犠牲になった200人のうちいくらかは、雪の重みなどで電力網が崩壊したことが原因で亡くなった。

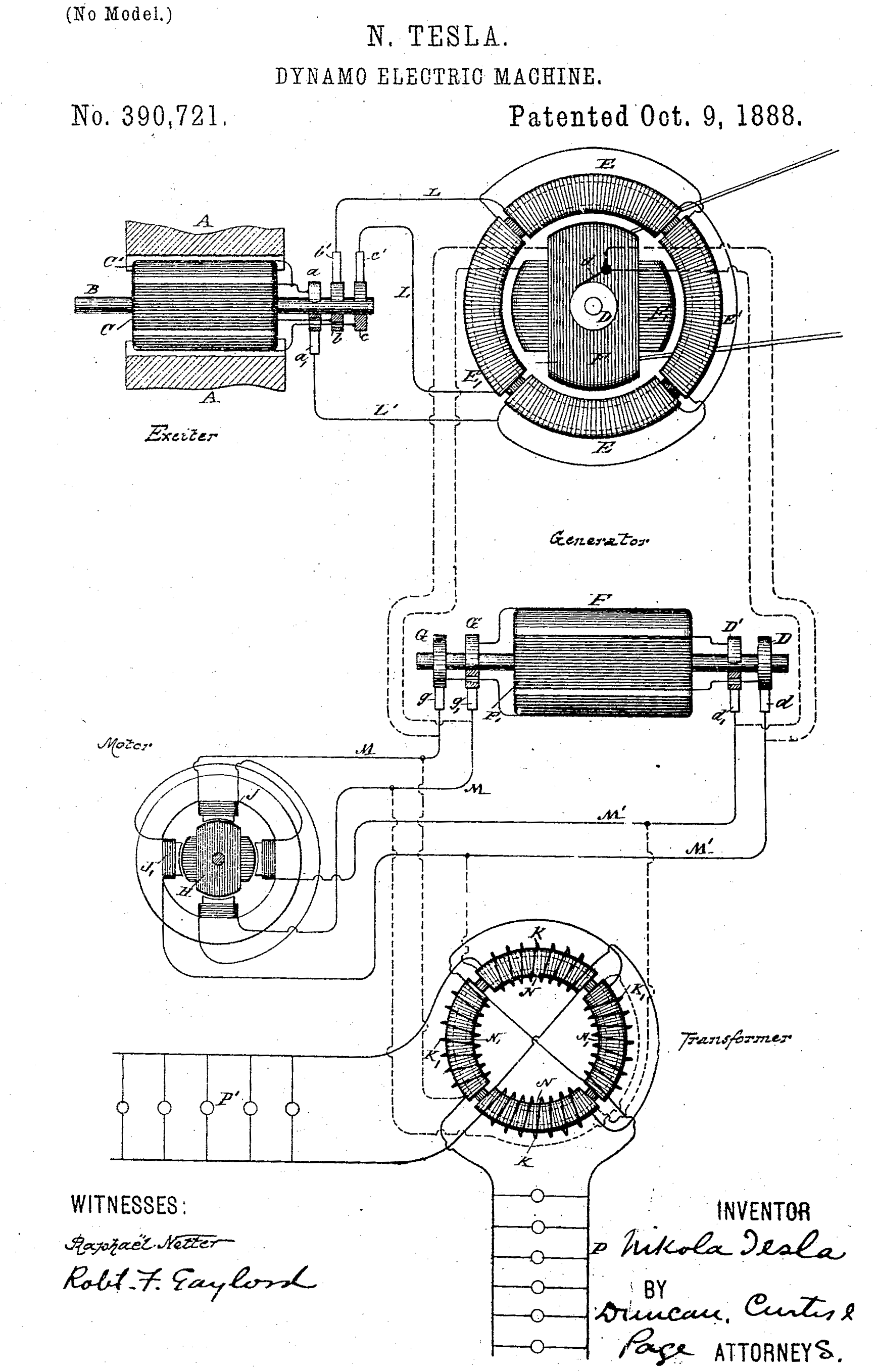
ニコラ・テスラ考案の交流発電機
（米国特許第390721号）

### 送電損失
交流送電の長所は、変圧器によって容易に電圧を変えられることである。電力は電圧と電流の積によってあらわされる（電圧を V、電流を I、電力を P として、P＝VI）。高電圧を送電する場合、送電線を使用することにより、同じ電力を送るときに電流を相対的に低い値で抑えることができる。金属電線には必ず電気抵抗があるので、送電時に一部の電力はジュール熱として失われる。変圧器で高い電圧に変えてから送電することで、電流を相対的に減らし、この送電損失を減らすことができる（送電線の電気抵抗Rとして、送電損失 P'＝R・I2、即ち電圧を10倍にすれば電流 I＝P/V は10分の1、損失は100分の1）。現在は100万ボルト級の電圧が使用されている。
なお、20世紀後半からのパワーエレクトロニクスの発達に伴い、直流から交流への変換も実用的となったことで、長距離送電の分野では絶縁容量やリアクタンス、表皮効果などで有利な、高電圧による直流送電が再び行われるようになっている。

## エジソンの広告運動
エジソンは、交流の使用に反対するプロパガンダ工作を行った。エジソンは人々に交流の危険性を印象付けるため、個人的に野良犬や野良猫といった動物を交流電気によって殺処分する実験や処刑で使用される電気椅子の電流を交流に変換することを実施し交流が生物に対して危険であることを主張した。対するテスラ側も、交流電気を放電している場でテスラ自身が読書をするショーを行い、安全性や無害化の容易さを主張した。
交流を用いた電気椅子は、1890年に初めて使用された。州の電気技師のエドウィン・デーヴィスによる、死刑囚ウィリアム・ケムラーへの死刑執行は必要な電圧が足りず、はじめの電撃では処刑ができずに、囚人に重傷を負わせるに留まった。そのため、電撃を繰り返さねばならなかった。リポーターは「恐ろしい光景だ。絞首刑よりはるかに悪い」と書き残した。ジョージ・ウェスティングハウスは「彼らは斧を使うべきだった」と述べた。

## ナイアガラの滝
専門家は、エネルギー伝達手段として圧縮空気も考慮したうえで、ナイアガラの滝を利用して発電することを提案した。エジソン・ゼネラル・エレクトリックおよびエジソンの提案に対して、テスラの交流システムは、ナイアガラフォールズ委員会から契約を勝ち取った。委員会はケルヴィン卿によってリードされ、J・P・モルガン、ロスチャイルド卿、ジョン・ジェイコブ・アスター4世（John Jacob Astor IV）のような企業家に支持された。ナイアガラフォールズ発電プロジェクトは1893年に始まり、テスラの技術は滝からの電力を生成するために適用された。設備を完成するのに5年かかった。
この電力システムが、バッファローの工業の電力需要を賄うことが出来るか否か、疑問を呈する者もあった。テスラは発電所がうまく機能することを確信しており、ナイアガラの滝は東海岸のすべての電力需要を賄うことができると発言した。1896年11月16日に、ナイアガラの滝のE・D・アダムズ発電所（Edward Dean Adams Station、現・アダムズ発電所変圧場、Adams Power Plant Transformer House）に設置された水力発電機から、バッファローの工業地帯への送電が始まった。水力発電機はテスラの特許を用いてウェスティングハウス・エレクトリックが製作し、その銘板にはニコラ・テスラの名前が刻まれた。
テスラは、北アメリカの「商用電源周波数の標準化」として、60サイクルを設定したが、ナイアガラの最初の発電所は25サイクルであった。この水力発電所は長い間25サイクルで発電していた。

## 結果
結果は、交流方式の勝利となった。発電でも送電でも交流が主役となり、直流は主役の座から去った。
これは送電範囲の大幅な拡大と、送電における安全性やがいしによる絶縁体と送電効率の向上によるものだった。エジソンの直流を用いた低電圧送電システムは最終的には他者、主としてテスラの二相交流システムのほか、（ゼネラル・エレクトリックの）チャールズ・プロテウス・スタインメッツ（en:Charles Proteus Steinmetz）が提案した交流用機器に敗北する事となった。テスラのナイアガラの滝に設置された水力発電所は、交流を受け入れる上でターニングポイントとなった。最終的には、エジソンのゼネラル・エレクトリックは交流システムに転換し、交流用機器を製作する事となった。
20世紀に入っても、なお幾つかの都市では直流送電網を採用していた。例えばヘルシンキの中心部では、1940年代後半まで直流送電網があった。そのため都市部の直流送電網用に、水銀整流器による整流所で交流を直流に変換していた。
ニューヨーク市の電力会社であるコンソリデーテッド・エジソン（en:Consolidated Edison）社は、20世紀初めに主としてエレベーター用として、直流を採用した利用者のために直流の供給を続けた。2005年1月、コンソリデーテッド・エジソンは、年末までに全ての顧客（残り1600件で全てマンハッタンであった）への直流送電を停止すると発表し、2007年11月に送電が停止された。